# Kuopio (Verwaltungsgemeinschaft)

Lage der Verwaltungsgemeinschaft Kuopio in Finnland

Die Verwaltungsgemeinschaft Kuopio (finnisch Kuopion seutukunta) ist eine von fünf Verwaltungsgemeinschaften (seutukunta) in der finnischen Landschaft Nordsavo. Zu ihr gehören die namensgebende Stadt Kuopio und deren ländlich geprägtes Umland.
Zur Verwaltungsgemeinschaft Kuopio gehören folgende zwei Städte und Gemeinden:
- Kuopio
- Siilinjärvi

Bis zu ihrer Eingemeindung nach Kuopio am 1. Januar 2011 gehörte Karttula zur Verwaltungsgemeinschaft Kuopio, ebenso Maaninka, das am 1. Januar 2015 nach Kuopio eingemeindet wurde.